# アハズヤ (ユダ王)
アハズヤ（ヘブライ語: אֲחַזְיָה ’Ăḥazyā）は、ユダ王国の第6代の王である。名前の意味は「ヤハウェが握られる」である。

## 生涯
母は北イスラエル王国のオムリ王の孫娘アタルヤである。父ヨラムが病没する前から摂政を務め、紀元前841年頃に父の病没に伴い22歳で王となった。
北イスラエル王国のヨラム王と共にラモテ・ギルアデでアラム人と戦ったが、ヨラムは負傷して、イズレエルに敗走した。そこで、アハズヤがヨラムの見舞いにイズレエルの夏の王宮に滞在した。その時にエフーがヨラムに対して起こした謀反に巻き込まれ、アハズヤはサマリヤに逃れたが、更に追撃されてメギドで死んだ。
ヨシャファトに対する敬意から、エルサレムで王としての埋葬をされた。
ユダ王国の継承権を持った子がいなかったので、アタルヤが王位を継承して第7代の王に即位した。